# Arthur Kaufmann (Jurist)
Arthur Kaufmann (* 10. Mai 1923 in Singen (Hohentwiel); † 11. April 2001 in München) war ein deutscher Strafrechtslehrer und Rechtsphilosoph.

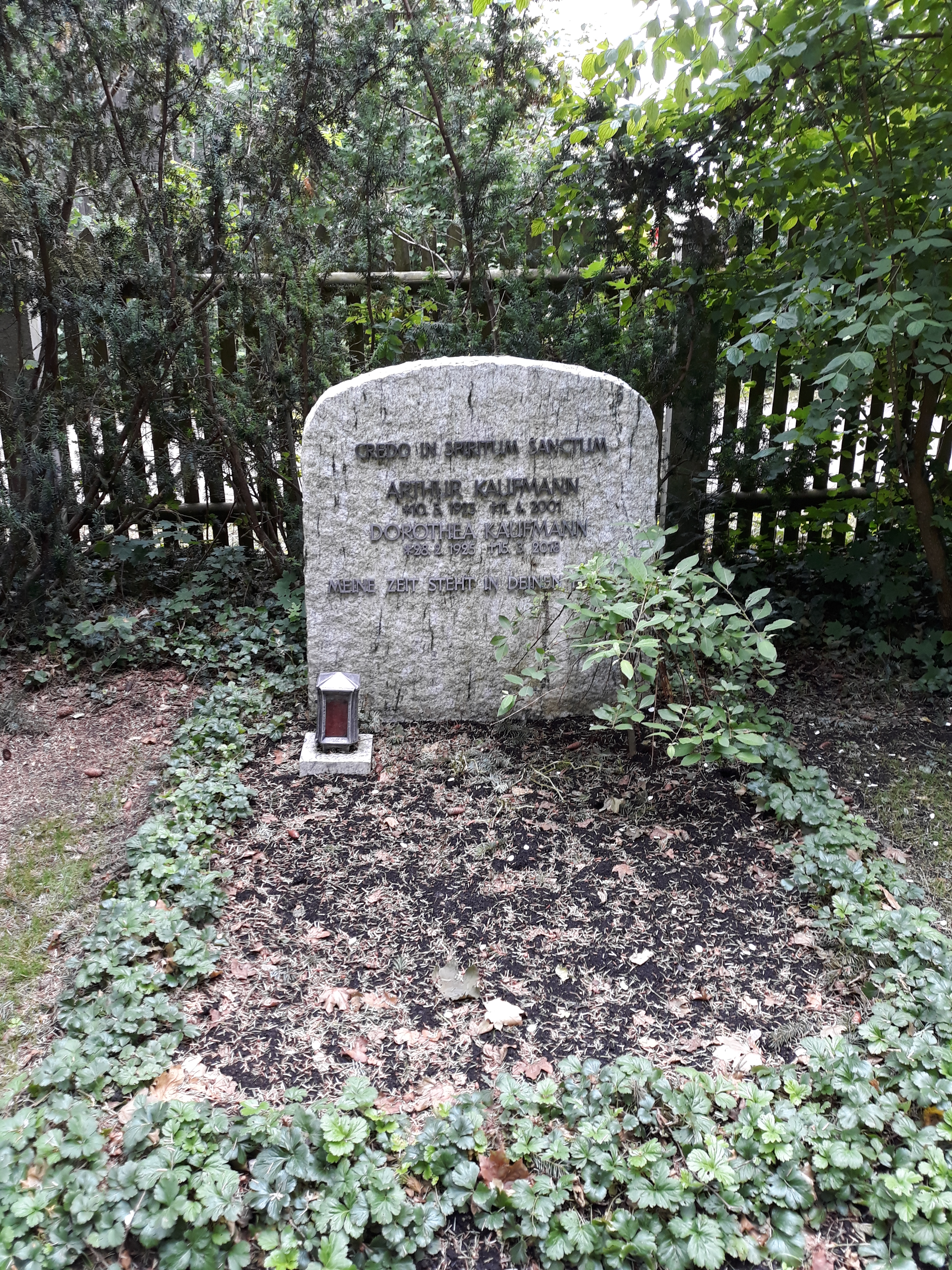
Das Grab von Arthur und Dorothea Kaufmann auf dem Friedhof Obermenzing in München.

## Leben
Arthur Kaufmann, Sohn des Politikers Edmund Kaufmann, hatte sich im Frühjahr 1941 an der Universität Frankfurt am Main für Mathematik und Physik eingeschrieben, musste dann aber im August 1941 zum Kriegsdienst bei der Luftwaffe einrücken. Im März 1945 stürzte er über Dänemark ab und erlitt schwere Verletzungen. So konnte er das angestrebte Studium der Mathematik und Physik nicht antreten. Er fuhr dann von Universitätsstadt zu Universitätsstadt. In Freiburg traf er auf Heidegger, der aber auf ihn keinen großen Eindruck machte. Schließlich kam er nach Heidelberg und war fasziniert von der Persönlichkeit Gustav Radbruchs, des damaligen Dekans der juristischen Fakultät. Arthur Kaufmann begann bei ihm 1945 das Studium der Rechtswissenschaft. Er wurde 1949 an der Universität Heidelberg mit einer Arbeit zum Thema Das Unrechtsbewusstsein in der Schuldlehre des Strafrechts promoviert.
Nach dem Studium war Arthur Kaufmann Richter am Landgericht Karlsruhe. 1957 nahm er erneut ein Studium der Philosophie auf. 1960 wurde er mit einer Arbeit über Das Schuldprinzip. Eine strafrechtlich-rechtsphilosophische Untersuchung habilitiert.
1960 erhielt er eine Professur an der Universität des Saarlandes. Dort übernahm er die ordentliche Professur für Strafrecht, Strafprozessrecht und Rechtsphilosophie und wurde zusammen mit Werner Maihofer Direktor des Instituts für Rechts- und Sozialphilosophie. Er erhielt Lehrstuhlangebote der Universitäten Münster, Kiel und Frankfurt am Main, die er ablehnte. 1969 wechselte er an die Universität München. Dort ergänzte er sein Tätigkeitsfeld um die Rechtsinformatik. 1980 wurde er zum ordentlichen Mitglied der Bayerischen Akademie der Wissenschaften ernannt.
Sein bedeutendstes Werk Das Verfahren der Rechtsgewinnung konnte er 1999 zwei Jahre vor seinem Tod trotz erheblicher gesundheitlicher Beeinträchtigungen noch abschließen.
Er war Herausgeber der von 1987 bis 2003 in 20 Bänden erschienenen Gesamtausgabe der Werke Gustav Radbruchs, über den er auch eine Biographie verfasste.

## Ehrungen

### Ehrenvorsitz in wissenschaftlichen Vereinigungen
(Quelle: )
- Internationale Vereinigung für Rechts- und Sozialphilosophie
- Ehrenmitglied der Japanischen Gesellschaft für Strafrecht
- Corresponding Member of the Institute for Advanced Studies of the University of Sidney
- Korrespondierendes Mitglied der Provinciaal Utrechts Genootenschap van Kunsten en Wetenschappen, Utrecht
- Honorary Member of the Indian Society for the Philosophy of Law
- Beiratsmitglied der Görres-Gesellschaft zur Pflege der Wissenschaften.

### Ehrendoktorate
- Keio-Universität Tokyo (1970)
- Universität Athen (1987)
- Katholische Universität Lublin (1998)
- Jewish Yeshiva University New York (USA) (1998)
- University of Sydney (1998)

## Publikationen (Auswahl)
- Das Schuldprinzip. Winter, Heidelberg 1961, ISBN 3-533-02496-2.
- Rechtsphilosophie im Wandel. Athenäum-Verlag, Frankfurt am Main 1972.
- Widerstandsrecht. (als Hrsg.) Wissenschaftliche Buchgesellschaft, Darmstadt 1972, ISBN 3-534-04149-6.
- Gustav Radbruch. Rechtsdenker, Philosoph, Sozialdemokrat. Piper, München 1987, ISBN 3-492-15247-3
- Rechtsphilosophie. C. H. Beck. 2. Auflage, München 1997, ISBN 3-406-42575-5.
- Einführung in Rechtsphilosophie und Rechtstheorie der Gegenwart. UTB. 7. Auflage 2004 (mit Winfried Hassemer), ISBN 3-8252-0593-2.
- Kaufmann/Hassemer/Neumann (Hrsg.): Einführung in die Rechtsphilosophie und Rechtstheorie der Gegenwart. C.F. Müller, 8. Aufl. 2011, 9. Aufl. 2016, ISBN 978-3-8114-9518-0.
- Das Verfahren der Rechtsgewinnung. C.H.Beck, München 1999, ISBN 978-3406450457.